# Kleinkastell Gündersbach
Das Kleinkastell Gündersbach war ein römisches Kastell, das nahe am Obergermanisch-Rätischen Limes, einem UNESCO-Weltkulturerbe, errichtet wurde und südöstlich des Dorfes Gündersbach im Landkreis Weißenburg-Gunzenhausen in Bayern liegt.

## Lage und Forschungsgeschichte
Das Kleinkastell wurde 15 Meter hinter dem Limes errichtet und liegt heute in einem Wald. Der Limes, von den Einheimischen hier „Teufelsmauer“ genannt, läuft in diesem Bereich von Nordwesten kommend den Westhang der Schwäbischen Rezat hinunter. Nördlich und südlich dieses Hanges hat der Hintere und Vordere Troppelgraben zwei kleine Täler geformt, die ebenfalls im Rezattal münden. An der Talsohle macht der Limes einen deutlichen Knick und verläuft, über den Bach gehend, kurzfristig fast genau in west-östlicher Richtung. Das Kleinkastell liegt nahe diesem Knick, noch am Nordhang des Vorderen Troppelgrabens. Noch bis ins 19. Jahrhundert standen in diesem Bereich bedeutende Überreste der „Teufelsmauer“, dann wurden sie für den Straßenbau abgetragen. Die Gündersbacher Befestigung wurde nicht in das große Limeswerk der Reichs-Limeskommission (RLK) aufgenommen. Außer einer Sondierung der Umwehrung haben hier noch keine Grabungen stattgefunden.

## Baugeschichte
Es wurde überlegt, ob die 18 × 18 Meter (= 360 Quadratmeter) große Anlage nicht den Limeswachturm Wp 14/26 ersetzte, der bisher nicht gefunden werden konnte. Die Innenbebauung war wahrscheinlich in Holzbauweise ausgeführt.
Kleinkastelle gehörten neben den Türmen zu den wesentlichen Stützpunkten der römischen Truppe direkt hinter dem Limes. Ihre Besatzung und Nutzung ist in der Regel jedoch unbekannt.

## Limesverlauf zwischen den Kleinkastellen Gündersbach und Raitenbuch
| ORL      | Name/Ort                                                  | Beschreibung/Zustand |
| -------- | --------------------------------------------------------- | --- |
| KK       | Kleinkastell Gündersbach                                  | siehe oben |
| Wp 14/27 | „In der hinteren Troppel“                                 | Der heute nicht mehr sichtbare Wachturm lag dicht am Rand des Rezattals auf einem Hügel über dem Damm der Bahnlinie Nürnberg–München. |
| Wp 14/28 | „Im Pfahlholz“                                            | Der Holzturmhügel mit seinem Ringgraben ist noch nicht untersucht und wird von der jüngeren Rätischen Mauer zerschnitten. Östlich liegt der 5,4 × 5,2 Meter große Steinturm. Er ist als Schutthügel erhalten. |
| Wp 14/29 |                                                           | Diese Turmstelle wird archäologisch lediglich vermutet. |
| Wp 14/30 | „Auf der Höhe zwischen Ottmarsfeld und Oberndorf“         | Südlich von Ottmarsfeld, rund 100 Meter westlich einer Transformatorenstation, wurde der nicht mehr sichtbare WP 14/30 festgestellt. Bereits zur Zeit der Reichs-Limeskommission war der Steinturm fast vollständig ausgebrochen. |
| Wp 14/31 |                                                           | Diese Turmstelle wird archäologisch lediglich vermutet. |
| Wp 14/32 |                                                           | Diese Turmstelle wird archäologisch lediglich vermutet. |
| Wp 14/33 | „In den Pfahläckern“                                      | Topographisch äußerst günstig lag der heute nicht mehr erkennbare Wp 14/33, der auf der Höhe 469,1 nachgewiesen ist. Von hier aus bestand direkte Sichtverbindung zu den Kastellen Ellingen und Weißenburg. |
| Wp 14/34 |                                                           | Diese Turmstelle wird archäologisch lediglich vermutet. |
|          | Felchenbachtal                                            | Im Felchenbachtal wurden in den Niederungen von der RLK verschiedene Grenzhindernisse erkannt: Palisade, Bretterzaun 1, Bretterzaun 2, Flechtzaun, Mauer. Dietwulf Baatz vermutete: „Anscheinend hat der Bach die hölzernen Sperranlagen mehrmals weggerissen.“ Heute sind nur noch die guterhaltenen Schuttreste des Limes am südöstlichen Uferhang sichtbar. - Die Lage des Limesübergangs - Grundriss und Schnitt der Palisadenreste - Mauer, Palisade und Verzäunungen - Profile zur vorstehenden Abbildung |
| Wp 14/35 |                                                           | Diese Turmstelle wird archäologisch lediglich vermutet. Der Schutt der Limesmauer ist auch in diesem Bereich sehr gut sichtbar. |
| Wp 14/36 |                                                           | Die archäologisch gesicherte Turmstelle ist heute nicht mehr sichtbar. |
| Wp 14/37 | „Auf dem Espan beim Auhof“                                | Diese Turmstelle wird archäologisch lediglich vermutet. |
| Wp 14/38 |                                                           | Diese Turmstelle wird von der Fachwelt aufgrund römischer Funde vermutet. Thomas Fischer nimmt hier möglicherweise ein Kleinkastell an. Nahe der Fundstelle liegen etwas oberhalb des Waldes vorgeschichtliche Grabhügel. |
| Wp 14/39 | „Südlich von Rohrbach“                                    | Diese Turmstelle ist heute nicht mehr sichtbar. |
| Wp 14/40 | „Bei der Höheberglinde“                                   | Bei der Ausgrabung auf einer Hochfläche wurde ein 5,1 × 5,4 Meter großes Steinturmfundament bestimmt, das damals noch 1,2 Meter hoch erhalten war. Nach der Grabung fiel der Turm dem Steinraub zum Opfer und ist völlig verschwunden. Ab hier folgt die bedeutendste Strecke des Limes in Bayern. Der Schuttwall zieht sich nun über Kilometer auf der Jurahochfläche hin. |
| Wp 14/41 | „Auf dem Rücken zwischen dem Höhe- und dem Salacher Berg“ | Der Steinturm zwischen Höhenberg und Salacherberg wurde bei 612,80 Meter auf dem höchsten Punkt errichtet, den der Limes in diesem Bereich zwischen zwei Altmühlübergängen erreicht. Von hier aus fällt das Gelände zur Donau hin stetig ab. Der Rundblick von dieser Stelle ist ausgezeichnet. Es bestand Sichtverbindung zum 1,2 Kilometer entfernten Kastell Oberhochstatt. Die ergrabenen Baureste besaßen einen Umfang von 6,6 × 6,6 Metern. Der Turm ist heute als flacher Hügel in einem Acker sichtbar. Der zuständige Streckenkommissar der Reichs-Limeskommission sah hier noch „die stattliche Ruine eines Steinturms“.                 |
| Wp 14/42 |                                                           | Diese Turmstelle wird archäologisch lediglich vermutet. |
| Wp 14/43 | „Am Windsteig“                                            | Der 5,7 × 5,8 Meter große Steinturm wurde nachträglich an die Mauer gebaut. Leider wurde der Befund nicht sorgfältig dokumentiert. Heute ist hier nichts mehr zu sehen. |
| Wp 14/44 |                                                           | Diese Turmstelle wird archäologisch lediglich vermutet. |
| Wp 14/45 |                                                           | Diese Turmstelle wird archäologisch lediglich vermutet. |
| Wp 14/46 |                                                           | Diese Turmstelle wird archäologisch lediglich vermutet. |
| Wp 14/47 |                                                           | Bei seiner Ausgrabung wurde ein 4,5 × 3,7 Meter großes Steinturmfundament festgestellt. Der Archäologe Wilhelm Schleiermacher berichtete in den 1960er Jahren noch von einer erhaltenen Turmruine. Nur wenig später, 1974, konnte Dietwulf Baatz an dieser Stelle keinerlei Baureste oder Bodenwellen mehr ausmachen. |
| Wp 14/48 | „In der Flur Vorm Wald“                                   | Diese Turmstelle liegt 600 Meter von Wp 14/47 entfernt. Die 4,72 × 4,7 Meter großen Fundamente dieses Turmes sind sichtbar konserviert. Der Turm wurde unmittelbar in die später errichtete Limesmauer integriert. Südöstlich steht an historisch falschem Ort ein unrichtig konstruierter Holzturm, der keinen Bezug zu den historisch nachgewiesenen Befunden aufnimmt. Diese besaßen, wie Dietwulf Baatz feststellte und ihm die Forschung darin folgt, u. a. die bekannten runde Turmhügel und ein daraufstehendes hohes, bruchsteingefüllten Kastenwerk. Erst auf diesem starken Fundament wurde der rein hölzerne Teil des Turmes errichtet. |
| Wp 15/49 |                                                           | Diese Turmstelle wird archäologisch lediglich vermutet. |
| KK       | Raitenbuch                                                | → Hauptartikel : Kleinkastell Raitenbuch [ 37 ] |

## Denkmalschutz
Das Kleinkastell Gündersbach und die erwähnten Anlagen sind als Abschnitt des Obergermanisch-Rätischen Limes seit 2005 Teil des UNESCO-Welterbes. Außerdem sind sie geschützt als eingetragene Bodendenkmale im Sinne des Bayerischen Denkmalschutzgesetzes (BayDSchG). Nachforschungen und gezieltes Sammeln von Funden sind erlaubnispflichtig, Zufallsfunde sind den Denkmalbehörden anzuzeigen.